# Trackmasters Entertainment
La Trackmasters Entertainment è una compagnia di produzione musicale statunitense avviata dai due beatmaker Poke e Tone, inizialmente conosciuto come il rapper Red Hot Lover Tone.

## Storia del duo
Il duo ha iniziato la produzione di basi strumentali hip hop durante l'inizio degli anni 1990 per artisti come Big Daddy Kane, Chubb Rock e R.A. the Rugged man (Crustified Dibbs). Il duo ha poi prodotto strumentali per singoli di successo di artisti hip hop ed R&B inclusi Nas, Jay-Z, Will Smith, Jennifer Lopez, Mary J. Blige, Mariah Carey, The Notorious B.I.G., 50 Cent, Destiny's Child, Foxy Brown ed LL Cool J.
Durante l'ultima parte degli anni '90 e l'inizio del decennio successivo, Poke and Tone hanno ottenuto un contratto di produzione con la Columbia Records, potendo quindi lavorare per artisti di grosso calibro quali il gruppo R&B Blaque, segnato sotto la loro etichetta Trackmasters.
Più recentemente, Samuel "Tone" Barnes (che usa farsi chiamare "Tone the Referee") è stato produttore esecutivo dell'album di R. Kelly e Jay-Z Unfinished Business, il secondo lavoro della serie The Best of Both Worlds.